# Джефферсон (парафія)
Шаблон:StateAbbr_ 29°44′00″ пн. ш. 90°06′00″ зх. д. / 29.733333333333° пн. ш. 90.1° зх. д.
Округ Джефферсон (англ. Jefferson Parish) — округ (парафія) у штаті Луїзіана, США. Ідентифікатор округу 22051.

## Історія
Парафія утворена 1825 року.

## Демографія
За даними перепису
2000 року
загальне населення округу становило 455466 осіб, зокрема міського населення було 451108, а сільського — 4358.
Серед мешканців округу чоловіків було 218702, а жінок — 236764. В окрузі було 176234 домогосподарства, 120183 родин, які мешкали в 187907 будинках.
Середній розмір родини становив 3,13.
Віковий розподіл населення поданий у таблиці:
| Стать    | До 15 років | 15-21 | 22-29 | 30-39 | 40-49 | 50-65 | 65-85 | Понад 85 |
| -------- | ----------- | ----- | ----- | ----- | ----- | ----- | ----- | -------- |
| Чоловіки | 48452       | 22088 | 23959 | 33591 | 34362 | 34413 | 20380 | 1457     |
| Жінки    | 46242       | 22146 | 25874 | 35489 | 36638 | 37897 | 28560 | 3918     |

## Суміжні округи
- Сент-Таммані — північ
- Новий Орлеан — схід
- Сент-Бернард — схід
- Плакмін — схід
- Лафурш — захід
- Сент-Чарлз — захід

## Виноски
1. ↑  U.S. Decennial Census. United States Census Bureau. Архів оригіналу за 26 квітня 2015. Процитовано 1 вересня 2014.
2. ↑  Historical Census Browser. University of Virginia Library. Архів оригіналу за 11 серпня 2012. Процитовано 1 вересня 2014.
3. ↑  Population of Counties by Decennial Census: 1900 to 1990. United States Census Bureau. Архів оригіналу за 15 вересня 2014. Процитовано 1 вересня 2014.
4. ↑  Census 2000 PHC-T-4. Ranking Tables for Counties: 1990 and 2000 (PDF). United States Census Bureau. Архів оригіналу (PDF) за 18 грудня 2014. Процитовано 1 вересня 2014.
5. ↑  State & County QuickFacts. United States Census Bureau. Архів оригіналу за 6 червня 2011. Процитовано 9 серпня 2013.(англ.) Наведено за англійською вікіпедією.
6. ↑  American FactFinder. Бюро перепису населення США. Архів оригіналу за 21 травня 2008. Процитовано 31 січня 2008.

| США | Це незавершена стаття з географії США. Ви можете допомогти проєкту, виправивши або дописавши її. |